# 夹心型配合物
环多烯和芳烃具有离域π键的结构，离域π键可以作为一个整体和中心金属原子通过多中心π键形成配合物。在这些配合物中，中心金属原子对称地夹在两个平行的环之间，具有夹心面包式结构，故称之为夹心型配合物。 

## 典型物质

### 二茂铁
二茂铁[Fe(C5H5)2]波森等人于1951年制备出来。 

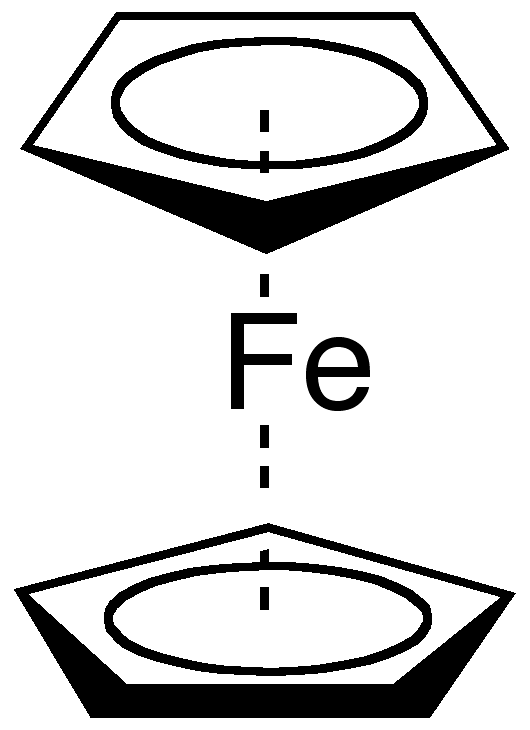
二茂铁

### 二苯铬
二苯铬(C6H6)2Cr早在1919年就已经制得，但直至1954年才搞清楚其结构。

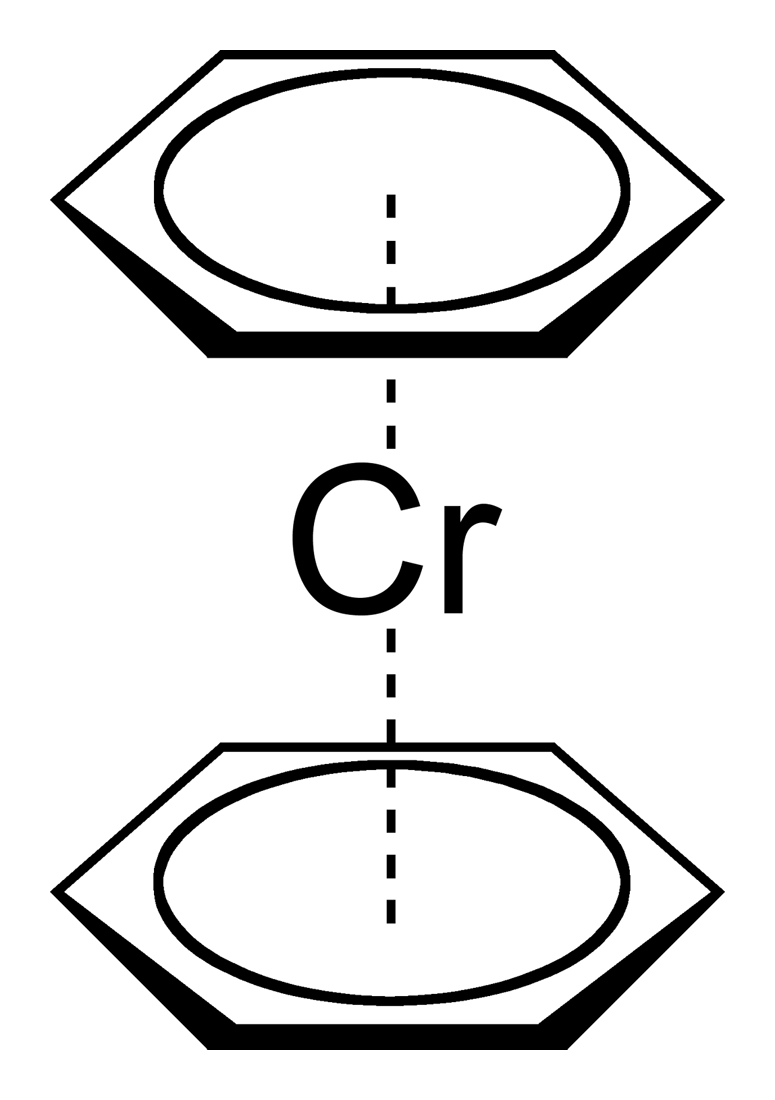
二苯铬